# پاتریشیا گریفین
پاتریشیا گریفین (زادهٔ ۲۴ اکتبر ۱۹۰۷ – درگذشته در ۱۹۸۶) پرستار و داوطلب مددکاری اجتماعی از مونتسرات بود. او علاوه بر ارائه خدمات پرستاری، انجمن رفاه سالمندان را بنیان گذاشت، در توسعه برنامه پیش‌دبستانی نقش داشت و یک انجمن حمایت از حقوق مصرف‌کنندگان را در این جزیره تأسیس کرد. یک بورسیه آموزشی به نام او اعطا می‌شود و تمبری با تصویر او به افتخارش منتشر شده است.

## اوایل زندگی
پاتریشیا کنستانس ویلهلمینا هاینس در ۲۴ اکتبر ۱۹۰۷ در سنت آنتونی پریش، مونتسرات از جین و اف. دبلیو. هاینس متولد شد. مادرش که اصالتی ایرلندی داشت، مهاجری از آنتیگوا بود و پدرش که یک کشیش انگلیسی بود، به مدت چهل سال به‌عنوان کشیش سنت آنتونی پریش خدمت کرد. پاتریشیا، مطابق با رسوم زمان خود، تحصیلاتش را در انگلستان گذراند و دوره‌های پرستاری را در بیمارستان سنت توماس و بیمارستان زایمان باترسی در لندن گذراند.

## حرفه
در سال ۱۹۳۹، پاتریشیا به کارائیب بازگشت و به‌عنوان سرپرستار در بیمارستان روزو در دومینیکا مشغول به کار شد. سپس در بیمارستان هالبرتون در آنتیگوا و بیمارستان الکساندرا در نویس فعالیت کرد و در سال ۱۹۴۲ با دکتر چارلز نورمن گریفین ازدواج کرد.
پس از ازدواج، پاتریشیا در جزایر مختلف بادپناه که همسرش به‌عنوان پزشک مشغول به کار بود و همچنین در انگلستان زندگی کرد. این زوج سه فرزند داشتند، مری پاتریشیا و الیزابت کنستانس که در آنتیگوا متولد شدند، و پسری به نام جان. مری به‌عنوان معلم هنر مشغول شد و برنامه هنر را در دبیرستان مونتسرات در پلی‌موث توسعه داد. الیزابت اولین زن وکیل در مونتسرات شد، و پسرش، جان، به یک پزشک تبدیل شد. در سال ۱۹۶۴، خانواده به مونتسرات بازگشتند و گریفین به‌عنوان پرستار در مطب همسرش مشغول به کار شد.
در سال ۱۹۶۴، گریفین انجمن رفاه سالمندان (OPWA) را برای مراقبت از جوانان دارای نیازهای ویژه و سالمندان بالای ۷۰ سال تأسیس کرد. او این انجمن را با تقسیم کشور به مناطق و تعیین دیده‌بان‌هایی برای ارزیابی کمبود مراقبت، مسکن و تغذیه در میان این جمعیت‌های آسیب‌پذیر سازماندهی کرد. او به‌عنوان مسئول اصلی جمع‌آوری کمک‌های مالی برای ارائه مراقبت در منزل یا تعمیر خانه برای شهروندانی که قادر به تأمین نیازهای خود نبودند، جمع‌آوری کرد. او طرحی برای اقامت سالمندان طراحی کرد که شامل نه خانه و ارائه خدمات اجتماعی بود. او بودجه چهار واحد را تأمین کرد و دولت نیز هزینه دو واحد دیگر را پرداخت.
گریفین در صلیب سرخ به‌عنوان مدیر اجرایی فعالیت داشت و به ایجاد اولین برنامه پیش‌دبستانی در جزیره کمک کرد. فعالیت‌های او در این سازمان‌ها منجر به توسعه انجمن مصرف‌کنندگان مونتسرات بین سال‌های ۱۹۶۶ تا ۱۹۷۲ شد که هدف آن افزایش آگاهی دربارهٔ کالاهای مصرفی بود. این سازمان به موضوعاتی مانند تغذیه و کیفیت کالاها پرداخته و نشریه‌ای به نام نگرانی مصرف‌کننده را تأسیس کرد. پس از درگذشت همسرش در سال ۱۹۷۶، گریفین برای نزدیک بودن به پسرش به انگلستان نقل مکان کرد.

## مرگ و میراث
گریفین در سال ۱۹۸۶ در دارون، لانکاشر، انگلستان درگذشت. در سال ۱۹۸۷، فرزندانش صندوق امانی نورمن و پاتریشیا گریفین را برای ارائه بورسیه‌های تحصیلی به دانش‌آموزان متوسطه و عالی در این جزیره تأسیس کردند. در سال ۲۰۰۶، دولت مونتسرات با انتشار تمبری به افتخار او، از خدماتش به رفاه اجتماعی جزیره تقدیر کرد.